# Finnische U19-Unihockeynationalmannschaft
Die finnische U19-Unihockeynationalmannschaft ist die Auswahl finnischer Unihockeyspieler der Altersklasse U-19. Sie repräsentiert Finnland auf internationaler Ebene, beispielsweise in Freundschaftsspielen gegen die Auswahlmannschaften anderer nationaler Verbände, aber auch bei der in dieser Altersklasse ausgetragenen Weltmeisterschaft.

## Platzierungen

### Weltmeisterschaften
| WM   | Austragungsort(e)                                                                   | Rang     |
| ---- | ----------------------------------------------------------------------------------- | -------- |
| 2001 | Weissenfels, Merseburg, Hohenmölsen, Naumburg, Prittiz, Halle, Markranstädt, Dessau | 3. Platz |
| 2003 | Prag                                                                                | 1. Platz |
| 2005 | Cēsis, Valmiera, Kocēni                                                             | 2. Platz |
| 2007 | Kirchberg, Zuchwil                                                                  | 3. Platz |
| 2009 | Turku, Raisio                                                                       | 2. Platz |
| 2011 | Weissenfels                                                                         | 1. Platz |
| 2013 | Hamburg                                                                             | 3. Platz |
| 2015 | Helsingborg                                                                         | 1. Platz |
| 2017 | Växjö                                                                               | 1. Platz |
| 2019 | Halifax                                                                             | 3. Platz |
| 2021 | Brno                                                                                | 2. Platz |
| 2023 | Frederikshavn                                                                       | 3. Platz |